# Майкл Г. Мойє
Майкл Г. Мойє (англ. Michael G. Moye) — американський фотограф, колишній сценарист і продюсер. Він разом із Роном Левіттом створив телесеріал «Одружені … та з дітьми».

## Біографія
Мойє почав кар'єру 1977 року як сценарист серіалу «Staff Position», а 1984 року став сценаристом серіалу «The Jeffersons», а 1982 року брав участь у створенні серіалу «Silver Spoons», який протримався на телебаченні п'ять сезонів. Також він брав участь у створенні серіалів «It's Your Move» та «227».
Серіал «Одружені … та з дітьми», який він створив разом із Роном Левіттом у 1987 році, був названий «анти-сімейним» серіалом, але одразу ж став хітом, який йшов 11 сезонів і став одним з найрейтинговіших серіалів компанії FOX. Мойє був продюсером і сценаристом серіалу і декілька разів з'являвся у серіалі.
Мойє пішов з телебачення 1995 року і нині є фотографом. Має двох дітей від двох шлюбів.